# Hinterer Mönchsberg (Haundorfer Wald)
Der Hintere Mönchsberg ist ein 500,3 m ü. NHN hoher, bewaldeter Berg im Westen des Spalter Hügellandes im mittelfränkischen Landkreis Weißenburg-Gunzenhausen. Er gehört zu den höchsten Erhebungen des Haundorfer Waldes.

## Geographie

### Lage
Der bewaldete Hintere Mönchsberg erhebt sich im Norden des Landkreises Weißenburg-Gunzenhausen nahe der Grenze zum Landkreis Ansbach, etwa zwischen Haundorf und Mitteleschenbach. Südöstlich liegen die Ortschaften Ober- und Unterhöhberg, nördlich der Ort Selgenstadt. Südöstlich erhebt sich der Höhberg, südlich der Mönchsberg. Nördlich des Berges liegt der nördlichste Punkt des Landkreises Weißenburg-Gunzenhausen.

### Naturräumliche Zuordnung
Der Hintere Mönchsberg gehört in der naturräumlichen Haupteinheitengruppe Fränkisches Keuper-Lias-Land (Nr. 11), in der Haupteinheit Mittelfränkisches Becken (113) und in der Untereinheit Spalter Hügelland (113.4) zum Naturraum des Südlichen Spalter Hügellands (113.40).